# Campionato africano femminile di pallavolo 1985
Il II Campionato africano femminile di pallavolo si è svolto nel 1985 a Tunisi, in Tunisia. Al torneo hanno partecipato 3 squadre nazionali africane e la vittoria finale è andata per la prima volta alla Tunisia.

## Squadre partecipanti
- Camerun
- Egitto
- Tunisia

## Classifica finale
| Classifica | Squadre |
| ---------- | ------- |
|            | Tunisia |
|            | Egitto  |
|            | Camerun |